# Сидетский алфавит
Сидетский алфавит состоит из 25 букв, лишь немногие из которых чётко греческого происхождения. Вероятно, передаёт сидетский язык. Уже в 1990 году, когда существовали десять источников, существовали какие-то расшифровки. На 2025 год, с тринадцатью источниками, две трети знаков чётко определены.
Из-за такого состояния (без новых находок сложно понять, что означают редкие знаки) буквы были закодированы в Юникоде 17 (2025 год) под каталожными номерами N01…N29.

## Место в системах письменности
Сидетское письмо имеет архаичные черты. Графические аналоги ряда букв предположительно прослеживаются только в северно- и южносемитском письме (библском или угаритском). Эта особенность роднит его с карийским алфавитом. В сидетском письме наблюдается упрощение форм букв по сравнению, например, с греческим. В результате очертания некоторых графем стали настолько похожи, что для их различения писцы стали прибегать к вспомогательным штрихам. В результате сидетское письмо сильно удалилось от своего прототипа.